# I due derelitti
I due derelitti è un film del 1951 diretto da Flavio Calzavara, tratto dall'omonimo romanzo di Pierre Decourcelle.
Nel ruolo dei due bambini protagonisti sono Enzo Cerusico (uno dei principali attori bambini dell'epoca, destinato quindi ad una lunga carriera al cinema e alla televisione) e un giovanissimo Antonio Barone (che da adulto abbandonerà il cinema e lo spettacolo, diventando professore di fisica all'Università di Napoli Federico II e uno dei massimi esperti di superconduttività in Italia e nel mondo).

## Trama
Il conte Giorgio di Kerlor, convinto che sua moglie lo abbia tradito e quel piccolo Gianni, il ragazzo che ha cresciuto come figlio, non sia in realtà il suo, affida il povero ragazzo a un malvivente soprannominato Lumaca, che ha già un ragazzo, Claudinet. Gianni viene ribattezzato Fanfan e, crescendo con Claudinet, i due ragazzi diventano inseparabili.

## Produzione
La pellicola rientra nel filone dei melodrammi sentimentali strappalacrime (poi ribattezzato con il termine neorealismo d'appendice dalla critica), allora molto in voga tra il pubblico italiano.

## Accoglienza

### Distribuzione
Il film fu distribuito nelle sale cinematografiche italiane a partire dal 14 novembre del 1951.

### Critica
(Fabrizio Gabella)

## Opere correlate
Il romanzo di Decourcelle aveva già avuto cinque trasposizioni cinematografiche in Francia, tutte intitolate Les Deux Gosses (quattro realizzate durante l'epoca del cinema muto tra il 1906 ed il 1924, ed una versione sonora nel 1936). Ne fu poi realizzata anche una versione hollywoodiana nel 1923 (Jalous Husbands) ed una messicana nel 1942 (Los dos pilletes).